# Поље при Вишњи Гори
Поље при Вишњи Гори (словен. Polje pri Višnji Gori) је насељено место у општини Иванчна Горица, Средњесловенска регија, Словенија.

## Историја
До територијалне реорганизације у Словенији било је у саставу старе општине Гросупље.

## Становништво
У попису становништва из 2011. године, Поље при Вишњи Гори је имало 20 становника.
| Број становника према пописима | Број становника према пописима | Број становника према пописима |
| ------------------------------ | ------------------------------ | ------------------------------ |
| 1991                           | 2002                           | 2011                           |
| 28                             | 31                             | 20                             |

Напомена: До 1953 исказивано под именом Поље.